# Walles T. Edmondson
Walles Thomas Edmondson (* 24. April 1913 in Milwaukee; † 10. Januar 2000 in Seattle) war ein US-amerikanischer Zoologe, Limnoökologe und Autor. Er forschte hauptsächlich über die Auswirkungen der Eutrophierung und brachte wesentliche wissenschaftliche Werke zur Taxonomie der Rädertierchen heraus, die er auf Hispaniola, in Seen im Himalaya und der Vereinigten Staaten untersucht hatte.

## Leben und Werk
Edmondson verbrachte schon als Kind seine Freizeit viel am Lake Michigan. Als Zwölfjähriger bekam er ein Mikroskop geschenkt, das sein Interesse an den Zusammenhängen in der Natur bestärkt haben dürfte. Ein Jahr später erhielt er das Fachbuch Freshwater Biology von Ward und Whipple, „viel zu schwer für einen Jungen, um es draußen herumzutragen“, mit dem er Bestimmungen von Lebewesen im Süßwasser vornehmen konnte. Jahre später wurde er gefragt, ob er eine zweite Auflage dieses Werkes schreiben wolle, was er 1959 auch tat.
Er studierte Biologie an der Yale University unter anderem bei George Evelyn Hutchinson und an der University of Wisconsin bei Chancey Juday. In Wisconsin erreichte er 1942 seine Habilitation. Seit Herbst 1941, in seiner Zeit an der Yale University, war er mit der zweieinhalb Jahre jüngeren Autorin, Limnologin und Ozeanologin Yvette Hardman Edmondson verheiratet. Anschließend ging er als ziviler Ozeanograph zur US-Marine. Dort beschäftigte er sich mit praktisch-technischen Fragen wie beispielsweise mit der Wellenhöhe, die eine Landung am Strand ermöglichte, oder mit der Platzierung von Minen in Häfen. Ab 1949 unterrichtete Edmondson an der University of Washington, wo er eine Stelle als Professor für Zoologie innehatte.
In den 1970er und frühen 1980er Jahren erhielt Edmondson zahlreiche wissenschaftliche Preise für seine Arbeit. 1986 zog er sich aus seiner aktiven akademischen Laufbahn zurück. Er ließ sich mit seiner Frau am Lake Washington nieder und setzte bis zu seinem Tod seine Langzeitbeobachtung mit Details zu physikalischen, chemischen und biologischen Merkmalen über das Leben der Seebewohner von seinem Wohnsitz am Lake Washington aus fort, wie er es in seiner Jugend begonnen hatte. Im Januar 1999 verlor er auf regennasser Straße in einer Serpentine die Kontrolle über sein Fahrzeug. Während seine Frau auf dem Beifahrersitz mit einigen gebrochenen Rippen davonkam, zog er  selbst sich einen Nackenbruch zu und erlag diesem ein Jahr später infolge einer Lungenentzündung.

## Schriften (Auswahl)
- 1934: mit George Evelyn Hutchinson: Yale North India Expedition. Article IX. The Rotatoria. Promotionsschrift, Science 10:153–186.
- 1938: Notes on the plankton of some lakes in the Merrimack watershed. In: Biological Survey of the Merrimack Watershed. New Hampshire Fish and Game department, surv. rep. no. 3, Seite 107–210.
- 1947: mit Henry Bryant Bigelow: Wind Waves at Sea, Breakers and Surf. Publication no. 602, Seiten XI, 177. Washington, D.C.: U.S. Hydrographic Office.
- 1959: Ed. Ward and Whipple’s Fresh-water Biology, 2. Aufl., Wiley New York. Vorwort, Einleitung, und die Kapitel zu Rädertierchen (Rotifers) und Methoden.
- 1965: Reproductive rate of planktonic rotifers as related to food and temperature in nature. Ecol. Monogr. 35:61-111.
- 1974: Secondary production. Mitteilungen Internationale Vereinigung für Theoretische und Angewandte Limnologie, 20:229-272.
- 1991: The Uses of Ecology. Seattle: University of Washington Press.

## Auszeichnungen (Auswahl)
- 1993: Wilbur Cross Medal der Yale University[4]
- 1973: NAS Award for Environmental Quality[5]
- 1980: Naumann-Medaille[6]